# CS Alagoano
A Centro Sportivo Alagoano, röviden CSA egy 1913-ban létrehozott brazil labdarúgócsapat Maceió városából. Az országos bajnokság második vonalában és Alagoas állam első osztályú bajnokságában szerepel.

## Sikerlista

### Állami
- 38-szoros Alagoano bajnok: 1928, 1929, 1933, 1935, 1936, 1941, 1942, 1944, 1949, 1952, 1955, 1956, 1957, 1958, 1960, 1963, 1965, 1966, 1967, 1968, 1971, 1974, 1975, 1980, 1981, 1982, 1984, 1985, 1988, 1990, 1991, 1994, 1996, 1997, 1998, 1999, 2008, 2018

### Nemzetközi
- 1-szeres CONMEBOL kupa ezüstérmes: 1999